# Подгорци (Словения)
Вижте пояснителната страница за други значения на Подгорци.
Подгорци (на словенски: Podgorci) е село в Словения, Подравски регион, община Ормож. Според Националната статистическа служба на Република Словения през 2015 г. селото има 529 жители.